# Зайсс, Изидор Вильгельм
Изидор Вильгельм Зайсс (нем. Isidor Wilhelm Seiss; 23 декабря 1840, Дрезден — 25 сентября 1905) — немецкий пианист и музыкальный педагог.

## Биография
Учился у Фридриха Вика, затем в 1858—1860 гг. у Морица Гауптмана в Лейпцигской консерватории. С 1871 г. профессор Кёльнской консерватории — среди наиболее известных его учеников Виллем Менгельберг и Элли Ней, вспоминавшая о своём отвращении к учителю из-за его еврейского происхождения, а также Фредерик Кордер и Хуго Грютерс.
Зайссу принадлежат камерные фортепианные пьесы, а также транскрипции: переложение контрдансов Бетховена для фортепиано в четыре руки, обработка Второго фортепианного концерта Карла Марии фон Вебера и др.
По мнению составителя «Американской истории и энциклопедии музыки» У. Л. Хаббарда, «Зайсс, безусловно, находится в первых рядах современных педагогов и среди наиболее заметных современных пианистов».
Зайссу посвящена третья тетрадь (Op. 43, 1886) «Лирических пьес» Эдварда Грига.